# Swingin’ Utters
A Swingin' Utters (lemezborítóikon gyakran  $wingin' Utter$-ként stilizálva) amerikai punkegyüttes. A zenekar 1987-ben alakult a kaliforniai Santa Cruz-ban. Eredetileg Johnny Peebucks and the Swingin' Utters volt a nevük.

## Tagok
- Johnny Peebucks – ének (1987–)
- Darius Koski – gitár, ének, harmonika (1989–)
- Jack Dalrymple – gitár, ének (2006–)
- Luke Ray – dob (2015–)
- Tony Teixera – basszusgitár (2017–)

## Korábbi tagok
- Aric McKenna – gitár (1987–1989)
- Greg McEntee – dob (1987–2015)
- Joel Dison – gitár (1989–1992)
- Max Huber – gitár (1992–2002)
- Chuck Worthy – gitár (2001–2002)
- Kevin Wickersham – basszusgitár (1987–1997)
- Spike Slawson – basszusgitár, ének (1997–2012)
- Miles Peck – basszusgitár, ének (2012–2017)

## Diszkográfia
- The Streets of San Francisco (1995)
- A Juvenile Product of the Working Class (1996)
- Five Lessons Learned (1998)
- Swingin' Utters (2000)
- Dead Flowers, Bottles, Bluegrass and Bones (2003)
- Here, Under Protest (2011)
- Poorly Formed (2013)
- Fistful of Hollow (2014)
- Peace and Love (2018)

## Egyéb kiadványok
Válogatáslemezek
- More Scared: The House of Faith Years (1996)
- Hatest Grits: B-Sides and Bullshit (2008)
- Drowning in the Sea, Rising with the Sun (2017)

EP-k, koncertlemezek
- Live at the Fireside Bowl (EP/koncertlemez, 1996)
- Live in a Dive (2004)